# Малюца-Пальчинецький Степан Іванович
Степан Іванович Малюца-Пальчинецький (19 лютого 1915, Пальчинці — 11 квітня 1991, Клівленд) — український бандурист, поет, композитор, автор повстанського маршу «Гей, степами» і пісні «Виїзд на чужину». Брат Антіна та Івана Малюц.

## Життєпис
Народився Степан Малюца 19 лютого 1915 року в с. Пальчинцях Збаразького повіту (нині Тернопільського району) на Тернопільщині в сім'ї священика. Арештований польськими жандармами за націоналістичні погляди. Ще студентом познайомився з бандуристом Костем Місевичем, в якого навчився грати і робити бандури. Сам з допомогою Місевича виготовив собі бандуру і їздив з ним виступати на концертах.
Навчався в гімназіях у містах Тернопіль та Львів. Закінчив вищу музичну школу (консерваторію), а також у 1942 році Мистецьку школу ві Львові. Добре малював. Зазнав переслідувань влади за націоналістичні погляди.
1943-1944 концертував із бандуристами Юрієм Сінгалевичем, Зіновієм Бережаном (Зіновієм Штокалком), Володимиром Юркевичем. Від 1944 — вояк-бандурист УПА. Брав, разом з братом, Антоном участь у проголошенні утворення Української головної визвольної ради (УГВР) і заприсяження воїнів УПА генералом Романом Шухевичем-Чупринкою.
1945 виїхав на Захід. 1945-1947 виступав як соліст-бандурист в Австрії; у м. Мюнхен (Німеччина) видав 1-й співаник українських повстанських пісень.
1947 емігрував до США (м. Баффало), де продовжив концертну діяльність, навчав мистецтва гри на бандурі, керував хорами, виготовляв бандури.
Помер Степан Малюца 11 квітня 1991 року, похований на цвинтарі Покрова Пресвятої Богородиці в м. Клівленді, США.

## Пісня «Гей степами»
Автор слів і мелодії цієї популярної пісні — Степан Малюца. Вперше пісня була виконана автором у супроводі бандури на першому з'їзді УГВР на Старосамбірщині в липні 1944 р.